# Protesty proti Jiřímu Paroubkovi a ČSSD v kampani do Evropského parlamentu v roce 2009

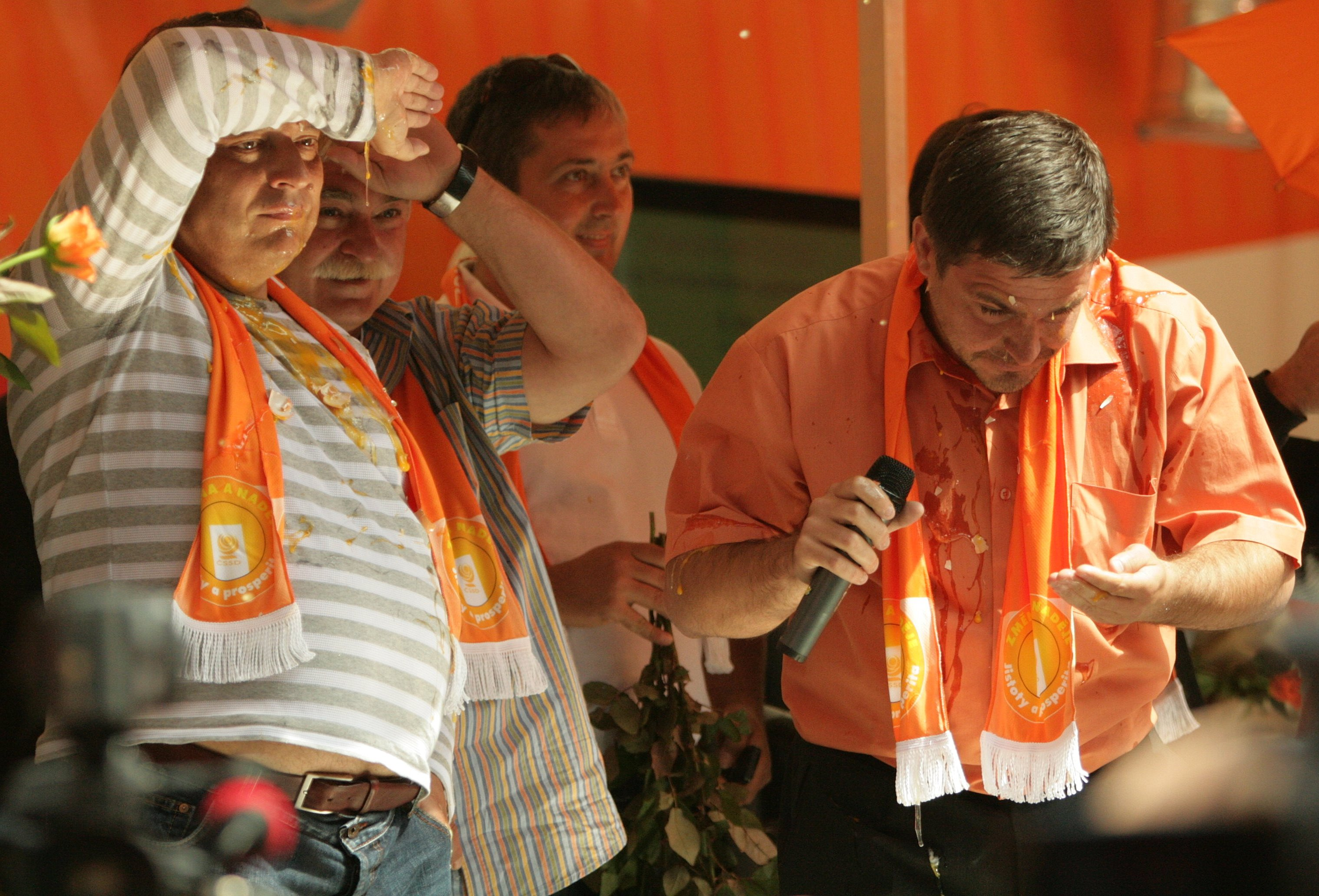
Vajíčkový útok na Jiřího Paroubka

Protesty proti Jiřímu Paroubkovi a ČSSD v kampani do Evropského parlamentu v roce 2009 byla série událostí a protestů proti ČSSD a především proti jejímu předsedovi Jiřímu Paroubkovi během předvolební kampaně pro volby do Evropského parlamentu v Česku 2009.[zdroj?] Vzhledem k tomu, že častým prvkem protestů bylo házení vajec, pojmenovali někteří komentátoři sérii událostí vaječná kampaň či vaječná intifáda.

## Průběh

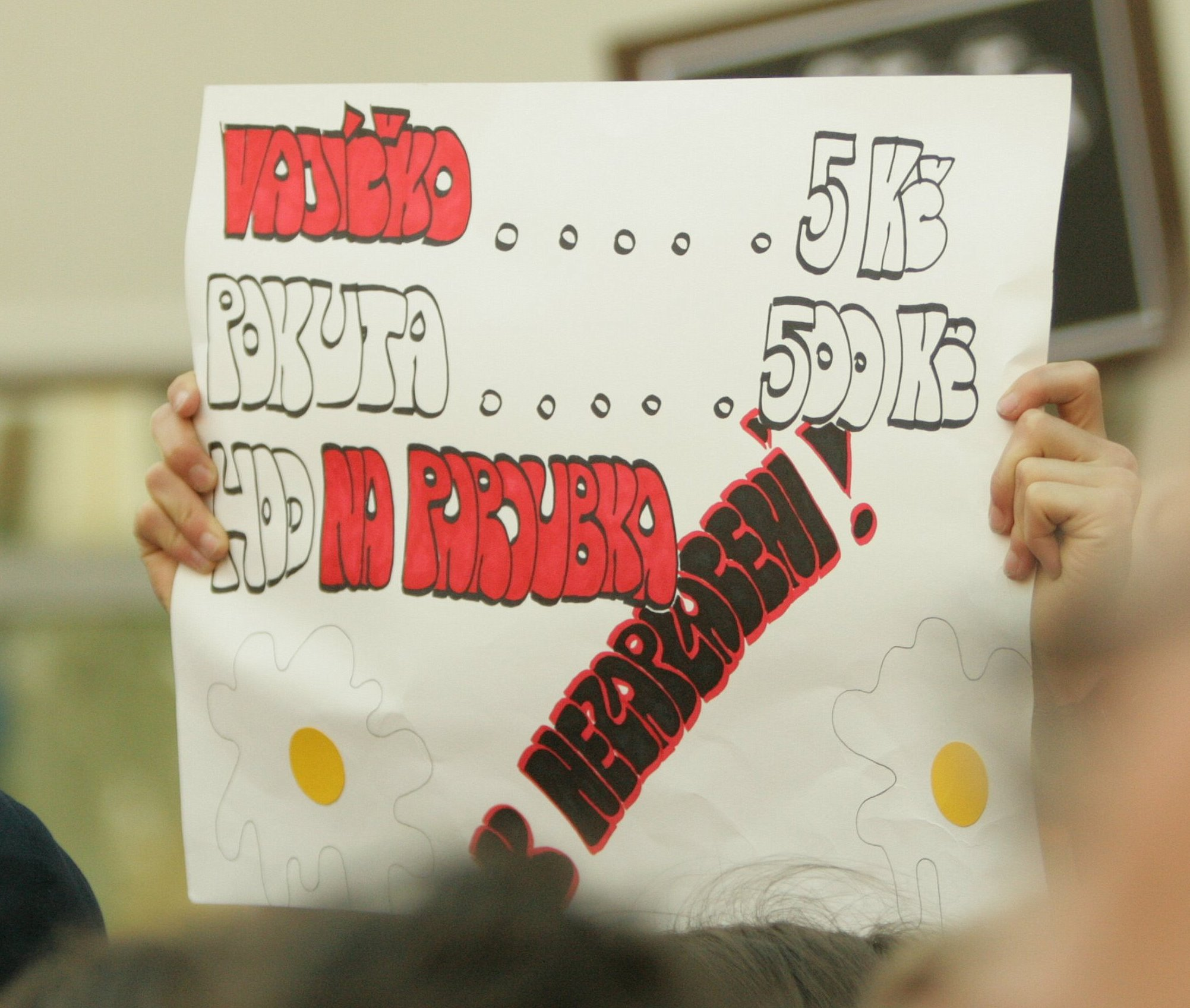
Odpůrce ČSSD s transparentem

Dne 14. května 2009 probíhal v Kolíně předvolební mítink sociální demokracie a Jiří Paroubek na něm dostal zásah vajíčkem od skupinky čtyř recesistů; létala po něm i rajčata, ale ta ho minula. Než předčasně a rozladěn a pouze v košili Kolín opustil, označil údajně recesisty za „prasata“. Mluvčí ČSSD i sám Jiří Paroubek incident nejprve popírali, ale kolem sedmé večer k němu vydali tiskové prohlášení.
Po tomto prvním incidentu se vajíčkové útoky opakovaly; v pondělí 25. května hodil po Paroubkovi vejce maturant Jan Malina, ale netrefil se, což Paroubek komentoval slovy „Ty seš chudák, ani se netrefíš, viď“.

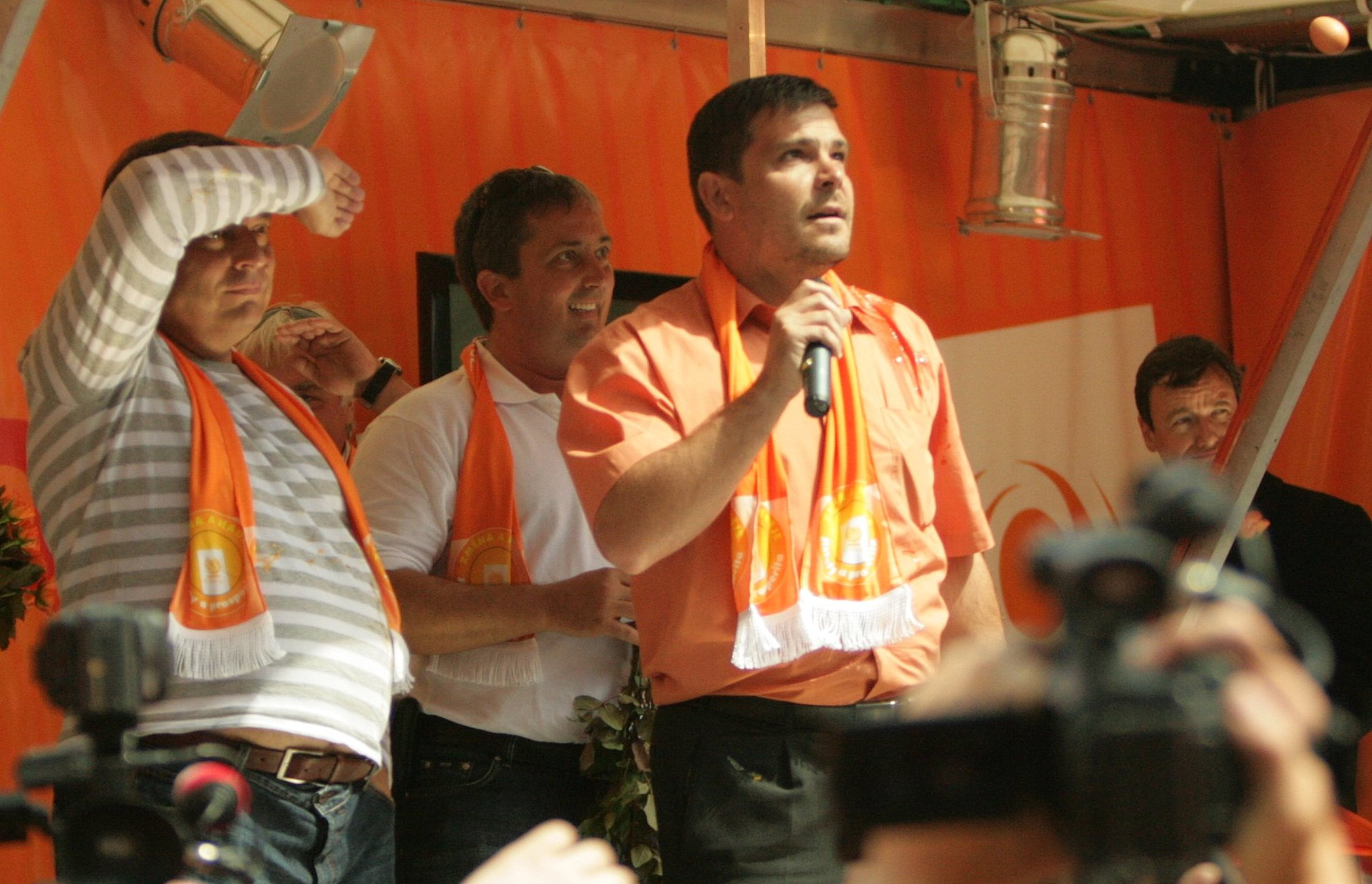
Vajíčkový útok na představitele ČSSD

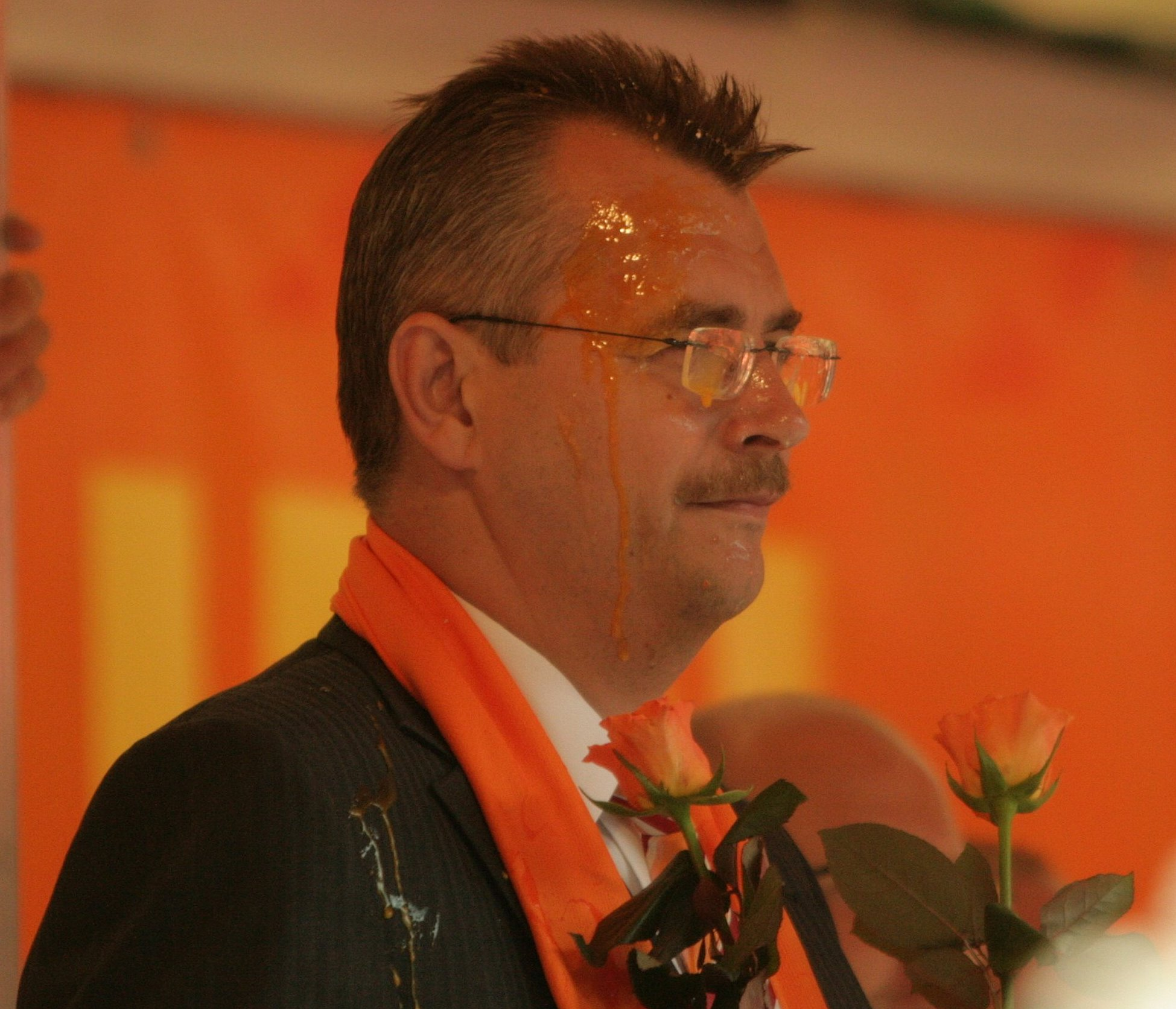
Jaroslav Tvrdík po zásahu vejcem

Na internetovém serveru Facebook vznikla skupina „Vejce pro Paroubka v každém městě“ a během velmi krátké doby se do ní přihlásilo více než 55 600 registrovaných uživatelů Facebooku (údaj o počtu členů skupiny k 3. červnu 2009). Skupina byla původně otevřená a přihlásit se mohl každý uživatel Facebooku, později, po 27. květnu, byla uzavřena.
Někteří účastníci dalších předvolebních setkání ČSSD s veřejností se buď pokusili zasáhnout Jiřího Paroubka vejcem, nebo vejce na předvolební setkání přinesli. ČSSD bez jakýchkoliv důkazů obvinila z organizace těchto útoků svého největšího politického rivala – ODS; ta obvinění odmítla; později dokonce přišla s informací, že 26. května na mítinku v Plzni na Paroubka vejce hodil David Brabec, syn funkcionáře ČSSD (člena jejího okresního výboru) Miroslava Brabce.
Na mítinku v Písku (26. května) přinesl Paroubkovi protestující muž plato vajec a poté, co ho Paroubek odmítl přijmout, ho položil na pódium; Paroubek do něj vztekle kopl, vejce spadla z pódia a znečistila některé přítomné.
Na mítinku v Domažlicích (rovněž 26. května) policie zatkla člověka, který měl transparent s obrázky nemluvňat a nápisem „Nevolíme, dlužíme, to je jistota“, poté, co do něj člen ochranky začal strkat; muže, který do něho strkal, si police nevšímala.; v Klatovech (26. května) došlo k incidentu, kdy dva mladíci vajíčka nabízeli lidem na mítinku, za což jim příznivci socialistů nadávali; ochránce Jiřího Paroubka jednomu z nich vyrazil plato vajec z ruky, vejce se pak rozbila. Na mítinku v Plzni (rovněž 26. května) chránili členové volebního štábu ČSSD Paroubka deštníky, později vyšlo najevo, že vejce házel i syn místního funkcionáře ČSSD (viz výš); jeden z mužů sympatizujících s Paroubkem zaútočil před zraky policistů na skupinu mladých lidí, poté utekl.
Chování „pořadatelské služby“ ČSSD i policie posléze vyústilo v podání několika trestních oznámení.

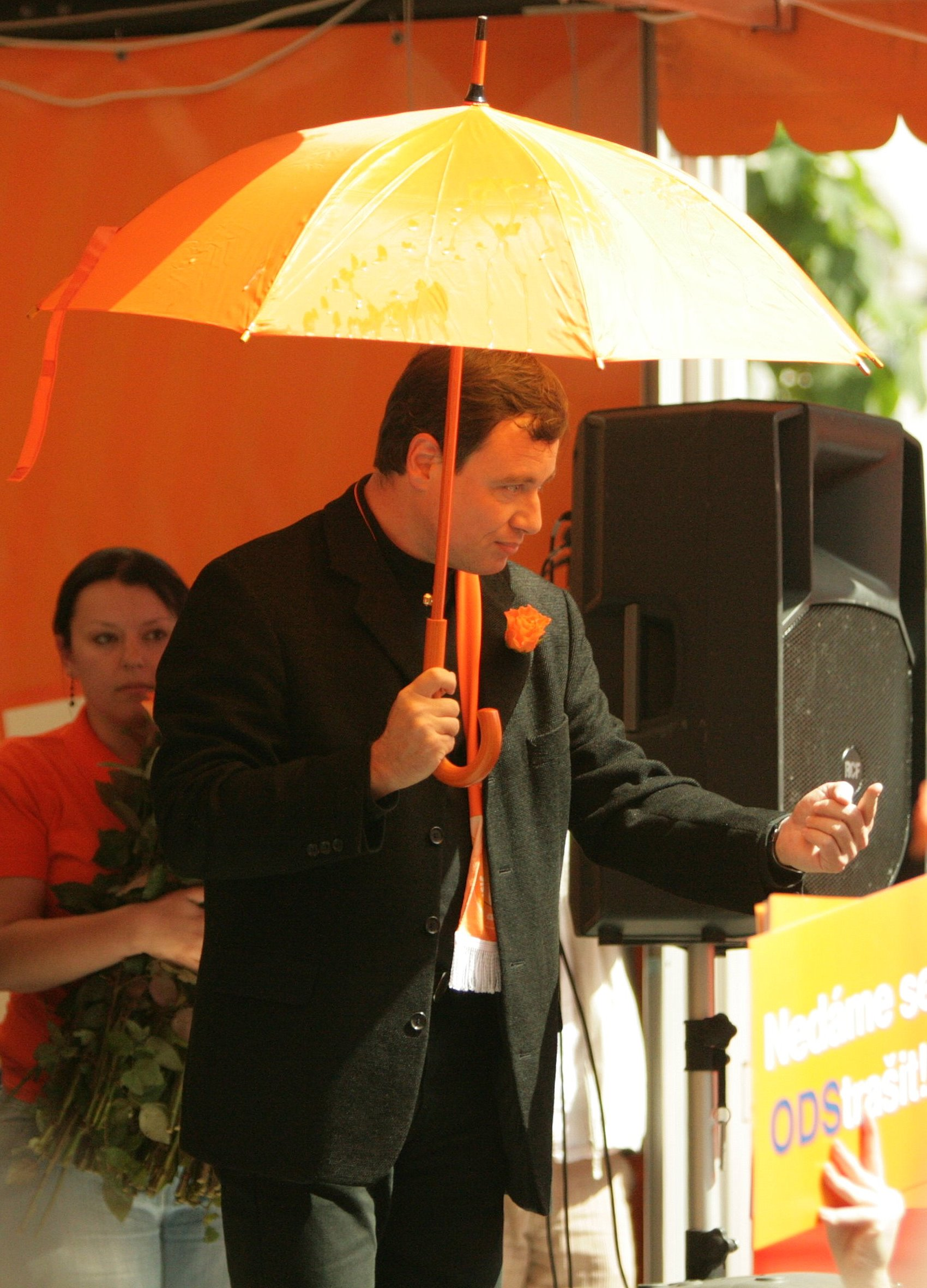
David Rath se chrání před létajícími vajíčky

ČSSD odmítla zprávy médií, že by šlo o ochranku Jiřího Paroubka, podle ní šlo o pořadatelskou službu nebo příznivce strany.
Reakcí na vajíčkové útoky i pokojné protesty bylo poměrně agresivní a protizákonné vyvádění protestujících údajnou pořadatelskou službou ČSSD z veřejných prostor, a to i těch, kteří vajíčka neházeli a pouze nějakým způsobem protestovali (oblek mimozemšťana).
Útoky proti Jiřímu Paroubkovi a dalším členům ČSSD vygradovaly při kampani 27. května v Praze na smíchovském Andělu. Tam na něj zaútočily desítky nespokojenců s více než stovkou vajec, kterou se pokoušeli zasypat představitele strany, kteří vystupovali na pódiu. Sympatizanti ČSSD měli transparenty odsuzující útoky a na protest proti vrhačům postříkali odpůrce z pistolek na vodu.
Nespokojenosti ale neušli i další lidé ze sociální demokracie; téhož dne dopoledne létala vajíčka i na europoslance Richarda Falbra. Sociální demokracie na svých webových stránkách celou akci ostře odsoudila a označila ji jako útok na demokracii vůbec.

## Reakce politiků na protesty, umírnění protestů
Představitelé ČSSD řekli, že vrhání vajec jim připomíná fašistické chování a svou situaci přirovnali k situaci sociálních demokratů před převzetím moci Hitlerem.

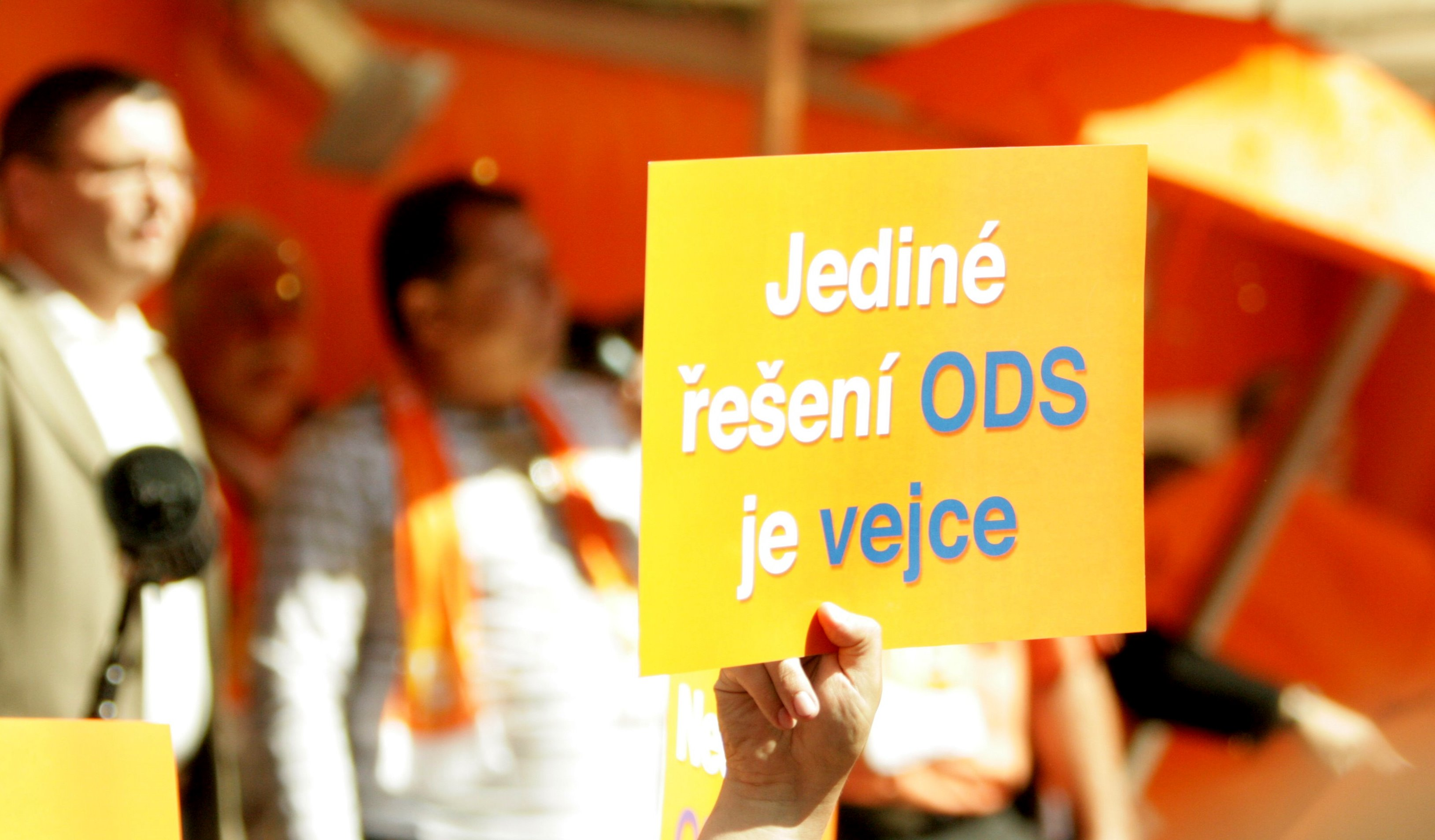
Příznivec ČSSD s transparentem

Upozorňovali rovněž na to, že celá akce může Jiřímu Paroubkovi paradoxně pomoci; stěžovali si rovněž na to, že ČSSD patrně infiltrovala svými lidmi její Modrý tým. ODS obvinila sociální demokraty, že útok byl jimi řízená provokace, aniž by sama toto tvrzení dokázala.
Prezident Václav Klaus a ministr vnitra Martin Pecina útoky ostře odmítli.
Po mítinku u Anděla se i mezi protestujícími proti Jiřímu Paroubkovi a ČSSD výrazně prosadily názory, že protesty se staly natolik intenzívní, že by mohly Jiřímu Paroubkovi a ČSSD naopak pomoci a sami autoři skupiny začali fanatické odpůrce vyzývat k umírněnější formě protestů. Situace se poté uklidnila; na mítinku v Hlinsku přinesli protestující představitelům ČSSD „manifest vajíčko“, na některých dalších mítincích se přesto objevily útoky jednotlivců.
Mírnější formy protestů během kampaně nabraly řadu podob: převlékání se za mimozemšťany (narážka na projev Jiřího Paroubka z roku 2005), pískání na píšťalku, protestující vejce často představitelům jen nosili k pódiu nebo je na mítincích ukazovali, protestující často přinášeli transparenty, „vaječná“ mávátka. Na motivy házení vajec rovněž vznikla počítačová hra.
Paroubkovo jméno protestující často psali jako ParoubEgg (egg je anglický výraz pro vejce). Toto označení přebraly i některé noviny.
Po internetu se rovněž rozšířily odkazy na videa vložená do stránek ČSSD pomocí XSS.
Na Facebooku později vznikla další skupina zaměřená proti ČSSD s názvem „Pokud předčasné volby vyhraje ČSSD a sestaví vládu s KSČM, vyjdu do ulic“.

## Hodnocení
Analytici a komentátoři většinou házení vejci odmítali, často však upozorňovali na to, že Paroubek vrhače „vyprovokoval“ tím, že nebyl schopen několik počátečních incidentů vzít s nadhledem. Častým názorem bylo, že tvrdší formy protestu jsou důsledkem negativních kampaní, se kterými podle nich ČSSD přišla jako první, někteří zase poukazovali na to, že ČSSD s negativní kampaní nepřišla první (jako negativní kampaň uvádějí Klausovu kampaň v roce 1998), ale vedla ji až moc silně. Objevily se i názory, že kořen protestů je nutné hledat i v generačním střetu a že jde o výraz nespokojenosti nové generace s úrovní politické kultury v Česku. V komentářích se objevily připomínky tvrdého zásahu policie proti CzechTeku v roce 2005, který Paroubek po zkritizování neúčasti policie na CzechTeku 2004 schválil, což komentátoři považují za jednu z příčin protestů. Někteří z protestujících ostatně na tuto událost výslovně odkazovali výkřiky i slogany na protestních transparentech.
Podle průzkumu, který zadala MF Dnes, většina lidí v Česku (66,3 %) nesympatizovala ani s radikálnější formou protestů, ani s Jiřím Paroubkem. S vrháním vajíček sympatizovalo 17,4 % lidí, s Jiřím Paroubkem 16,3 %. Většina lidí se rovněž domnívala, že protesty příliš neovlivní výsledek voleb.